# Момот амазонійський
Момот амазонійський (Baryphthengus martii) — вид сиворакшоподібних птахів родини момотових (Momotidae).

## Назва
Видова назва B. martii дана на честь німецького натураліста Карла Марціуса.

## Поширення
Вид поширений в Центральній та Південній Америці від Гондурасу до Північно-Східної Болівії. Основна частина ареалу припадає на Амазонську низовину. Птах живе у тропічних та субтропічних дощових лісах. Трапляється також у вторинному лісі.

## Опис
Птах завдовжки 42-47 см, вагою 146—208 г. Тіло струнке, лапи тонкі і короткі. Дзьоб потужний і з зазубринами, чорного кольору. Від дзьоба до ока і далі тягнеться широка чорна смуга. Голова, шия, горло і черево помаранчеві. Крила, спина і верхня частина хвоста — зелені. Нижня частина хвоста блакитного кольору. Два середніх пера хвоста найдовші і в середині мають голий остов, так що на кінцях пір'я утворюються овали, схожі на ракетки. Статевий диморфізм не виражений.

## Спосіб життя
Живе під пологом дощового лісу. Живиться комахами, дрібними хребетними, рідше дрібними плодами. Гнізда облаштовує у дуплах дерев.